# 丁帆
丁帆（1952年—），男，江苏苏州人，中国作家，学者，南京大学文学院教授，南京大学人文社科资深教授，现为南京大学中国新文学研究中心主任，南京大学校务委员会副主任、南京大学学位委员会委员，中国现代文学研究会会长。

## 生平
1952年出生于苏州。毕业于扬州师范学院中文系。

## 荣誉
2018年获得第五届朱自清散文奖。